# Deutzia bomiensis
Deutzia bomiensis är en hortensiaväxtart som beskrevs av S.M. Hwang. Deutzia bomiensis ingår i släktet deutzior, och familjen hortensiaväxter. Inga underarter finns listade i Catalogue of Life.